# Ранко (провинция)
Провинция Ранко  (исп. Provincia de Ranco) — провинция в Чили в составе области Лос-Риос. 
Включает в себя 4 коммуны.
Территория — 8233 км². Население — 93 969 человек (2017). Плотность населения — 11.41 чел./км².
Административный центр — Ла-Уньон.

## География
Провинция расположена на юге области Лос-Риос.
Провинция граничит:
- на севере — провинция Вальдивия
- на востоке — провинция Неукен (Аргентина)
- на юге — провинция Осорно
- на западе — Тихий океан

## Административное деление
Провинция включает в себя 4 коммуны:
- Ла-Уньон. Админ.центр — Ла-Уньон.
- Футроно. Админ.центр — Футроно.
- Лаго-Ранко. Админ.центр — Лаго-Ранко.
- Рио-Буэно. Админ.центр — Рио-Буэно.